# Калгурли-Боулдер (аэропорт)
Калгурли-Болдер — аэропорт, расположенный в Калгурли, Западная Австралия, в 7 километрах от центра города.

## Справочная информация
В ноябре 2007 года авиакомпания Skywest Airlines стала совершать прямые рейсы из Калгурли в Мельбурн три раза в неделю, однако из-за недостатка пассажиров вернулась к графику один рейс в неделю. В 2009 году аэропорт принял 234 тысячи пассажиров. В начале 2010 года авиакомпания Skywest была снова представлена пассажирами. Группа авиакомпаний QantasLink также начала полёты между Калгурли и Аделаидой из-за недостатка рейсов между Голдфилдс-Эсперанс и восточными штатами Австралии. Аэропорт во многом обеспечивает потребности бума горных работ, который отмечается в регионе. Также аэропорт является центром региона Голдфилдс-Эсперанс, который осуществляет чартерные рейсы и обучение полётам, а также Royal Flying Doctors Service, которая использует Калгурли в связи с недостатком медицинских служб в регионе и необходимости транспортировки тяжелобольных из Калгурли в Перт.
Аэропорт Калгурли состоит из одного терминала, который недавно был обновлён. Пропусками аэропорта оперируют две авиалинии. Skywest использует Калгурли для промежуточной посадки по пути в Мельбурн. Аэропорт также использовался Ansett Australia до того, как компания обанкротилась.